# 苏里南足球协会
蘇里南足球協會（荷蘭語：Surinaamse Voetbal Bond，縮寫：SVB）是專門管轄蘇里南足球事務的組織。蘇里南足球協會成立於1920年，並在1929年加入國際足協。此外，它還是中北美洲及加勒比海足球協會和加勒比海足球聯盟的成員之一。

## 外部連結
- 官方網頁（荷兰文）
- 國際足協網頁 （页面存档备份，存于）